# Invisible (U2)
Invisible is een nummer van de Ierse rockband U2. Het werd uitgebracht op 2 februari 2014. De opbrengst van het nummer gaat naar Product Red, een organisatie opgezet door Bono die strijdt tegen aids.
Het nummer haalde de 41e positie in de Nederlandse Single Top 100 en de 43e positie in de Vlaamse Ultratop 50. Het wist echter niet de Nederlandse Top 40 te bereiken, het haalde de 8e plaats in de Tipparade.